# Caenohalictus pacis
Caenohalictus pacis is een vliesvleugelig insect uit de familie Halictidae. De wetenschappelijke naam van de soort is voor het eerst geldig gepubliceerd in 1955 door Janvier.